# 車格
車格（しゃかく）とは自動車の格のこと。
自動車は歴史的にボディサイズやエンジンの排気量によって格付けされてきた。本稿では、形態、車格、税区分にそれぞれ分けて述べる。

## 車格による分類
ヨーロッパの自動車専門誌による主にボディの全長等を基準にした格付けである。
| Aセグメント                | 全長約3,750mm以下の乗用車。              |
| Bセグメント                | 全長約3,750mm超、約4,150mm以下の乗用車   |
| Cセグメント                | 全長約4,150mm超、約4,400mm以下の乗用車。 |
| CDセグメント               | 全長約4,400mm超、約4,600mm以下の乗用車。 |
| Dセグメント                | 全長約4,600mm超、約4,800mm以下の乗用車。 |
| Eセグメント                | 全長約4,800mm超、約5,000mm以下の乗用車。 |
| Fセグメント（Lセグメント） | 全長約5,000mmを超える乗用車。            |

米政府によりホイールベースを基準に格付けされてきた（自動車専門誌等ではボディの全長も考慮する場合も多い）。
| Minicompact                                    | ホイールベース85インチ(2,159mm)未満の乗用車。               |
| Subcompact                                     | ホイールベース85インチ以上100インチ(2,540mm)未満の乗用車。  |
| Compact                                        | ホイールベース100インチ以上110インチ(2,794mm)未満の乗用車。 |
| Mid-Size（ミドルサイズ、インターミディエート） | ホイールベース110インチ以上120インチ(3,048mm)未満の乗用車。 |
| Large（フルサイズ）                            | ホイールベース120インチ以上の乗用車。                       |

## 米国・英国・欧州の分類の対照表
| 乗用車の分類                                     |                              |                                                                      |                        |                    | |
| 米国の分類                                       | 英国の分類                   | 欧州の分類                                                           | ユーロNCAP 1997 - 2009 | ユーロNCAP         | 例 |
| マイクロカー                                     | マイクロカー、バブルカー     | Aセグメント ミニカー                                                 | クアドリサイクル       | パッセンジャーカー | イセッタ |
| サブコンパクトカー                               | シティーカー                 | Aセグメント ミニカー                                                 | スーパーミニ           | パッセンジャーカー | スマート・フォーツー、トヨタ・アイゴ、日産・マイクラ、フォルクスワーゲン・up!、三菱・スペーススター                                                                         |
| サブコンパクトカー                               | スーパーミニ                 | Bセグメント スモールカー                                             | スーパーミニ           | パッセンジャーカー | フォード・フィエスタ、フォルクスワーゲン・ポロ、オペル・コルサ、プジョー・207、フィアット500、トヨタ・ヤリス、サイオン・iA、日産・ヴァーサセダン、ホンダ・フィット、Mazda 2 |
| コンパクトカー                                   | スモールファミリーカー       | Cセグメント ミディアムカー                                           | スモールファミリーカー | パッセンジャーカー | フォード・フォーカス、フォルクスワーゲン・ゴルフ、AMC・ペーサー、ダッジ・ダート、トヨタ・カローラ、トヨタ・オーリス、日産・セントラ、ホンダ・シビック、Mazda 3              |
| ミッドサイズカー                                 | ラージファミリーカー         | Dセグメント ラージカー                                               | ラージファミリーカー   | パッセンジャーカー | フォード・モンデオ、フォード・フュージョン、ヒュンダイ・ソナタ、オペル・インシグニア、トヨタ・カムリ、トヨタ・アベンシス、日産・アルティマ、ホンダ・アコード、Mazda 6       |
| エントリーレベルラグジュアリーカー               | コンパクトエグゼクティブカー | Dセグメント ラージカー                                               | ラージファミリーカー   | パッセンジャーカー | アキュラ・TSX、アルファロメオ・159、 メルセデス・ベンツ・Cクラス、BMW・3シリーズ                                                                                            |
| フルサイズカー                                   | エグゼクティブカー           | Eセグメント エグゼクティブカー                                       | エグゼクティブカー     | パッセンジャーカー | フォード・トーラス、フォード・クラウンビクトリア、ホールデン・コモドア、シボレー・インパラ                                                                                  |
| ミッドサイズラグジュアリーカー                   | エグゼクティブカー           | Eセグメント エグゼクティブカー                                       | エグゼクティブカー     | パッセンジャーカー | リンカーン・MKZ、レクサス・GS、日産・フーガ、ホンダ・レジェンド、BMW・5シリーズ、ジャガー・XF、ボルボ・S80、クライスラー・300、キャデラック・CTS                            |
| フルサイズラグジュアリーカー                     | ラグジュアリーカー           | Fセグメント ラグジュアリーカー                                       | -                      | パッセンジャーカー | アウディ・A8、BMW・7シリーズ、キャデラック・XTS、ジャガー・XJ、レクサス・LS、マセラティ・クアトロポルテ、メルセデス・ベンツ・Sクラス                                        |
| スポーツカー                                     | スポーツカー                 | Sセグメント スポーツクーペ                                           | -                      | パッセンジャーカー | フォード・マスタング、シボレー・コルベット、ポルシェ・911、フェラーリ・458イタリア、日産・フェアレディZ、ランボルギーニ・ガヤルド. ダッジ・バイパー                         |
| グランドツアラー                                 | グランドツアラー             | Sセグメント スポーツクーペ                                           | -                      | パッセンジャーカー | ジャガー・XK、フェラーリ・FF、マセラティ・グラントゥーリズモ |
| スーパーカー                                     | スーパーカー                 | Sセグメント スポーツクーペ                                           | -                      | パッセンジャーカー | ブガッティ・ヴェイロン、フェラーリ・エンツォフェラーリ、パガーニ・ゾンダ、ランボルギーニ・アヴェンタドール                                                                  |
| コンバーチブル                                   | コンバーチブル               | Sセグメント スポーツクーペ                                           | -                      | パッセンジャーカー | BMW・6シリーズ、メルセデス・ベンツ・CLKクラス、ボルボ・C70、フォルクスワーゲン・イオス、シボレー・カマロ                                                                    |
| ロードスター                                     | ロードスター                 | Sセグメント スポーツクーペ                                           | ロードスタースポーツ   | ロードスター       | アウディ・TT、ホンダ・S2000、ロータス・エリーゼ、マツダ・ロードスター、ポルシェ・ボクスター                                                                                 |
| -                                                | ミニMPV                      | Mセグメント マルチパーパスカー                                       | スモールMPV            | MPV                | オペル・メリーバ、ルノー・モデュス、ルノー・カングー |
| MPV                                              | コンパクトMPV                | Mセグメント マルチパーパスカー                                       | スモールMPV            | MPV                | ルノー・セニック、シトロエン・C4ピカソ、オペル・ザフィーラ、シュコダ・ルームスター                                                                                          |
| ミニバン                                         | ラージMPV                    | Mセグメント マルチパーパスカー                                       | ラージMPV              | MPV                | フォード・S-MAX、フォード・ギャラクシー、ルノー・エスパス、ユーロバン、クライスラー・タウン＆カントリー                                                                     |
| ミニSUV                                          | ミニ4x4                      | Jセグメント スポーツユーティリティーカー（オフロードビークルを含む） | スモールオフロード4x4  | オフローダー       | フォード・エコスポーツ、ダイハツ・テリオス、三菱・パジェロイオ、スズキ・ジムニー、ジープ・ラングラー                                                                        |
| コンパクトSUV                                    | コンパクト4x4                | Jセグメント スポーツユーティリティーカー（オフロードビークルを含む） | スモールオフロード4x4  | オフローダー       | BMW・X3、フォード・エスケープ、フォード・クーガ、ホンダ・CR-V、キア・スポーテージ、ジープ・リバティ                                                                         |
| ミッドサイズSUV                                  | ラージ4x4                    | Jセグメント スポーツユーティリティーカー（オフロードビークルを含む） | ラージオフロード4x4    | オフローダー       | フォード・エッジ、ジープ・グランドチェロキー、フォルクスワーゲン・トゥアレグ、シボレー・タホ、トヨタ・ランドクルーザー                                                      |
| フルサイズSUV                                    | ラージ4x4                    | Jセグメント スポーツユーティリティーカー（オフロードビークルを含む） | ラージオフロード4x4    | オフローダー       | フォード・エクスプローラー、キャデラック・エスカレード、シボレー・サバーバン、ダッジ・デュランゴ、ランドローバー・レンジローバー、メルセデス・ベンツ・GLSクラス             |
| ミニピックアップトラック                         | ピックアップ                 | -                                                                    | ピックアップ           | ピックアップ       | シボレー・モンタナ、フィアット・ストラーダ |
| ミッドサイズピックアップトラック                 | ピックアップ                 | -                                                                    | ピックアップ           | ピックアップ       | フォード・レンジャー、シボレー・コロラド、三菱・トライトン、日産・フロンティア                                                                                              |
| フルサイズピックアップトラック                   | ピックアップ                 | -                                                                    | ピックアップ           | ピックアップ       | フォード・Fシリーズ、ダッジ・ラム、GMC・シエラ、日産・タイタン、トヨタ・タンドラ                                                                                            |
| フルサイズヘビーデューティーピックアップトラック | ピックアップ                 | -                                                                    | ピックアップ           | ピックアップ       | フォード・スーパーデューティー、シボレー・シルバラード、ダッジ・ラム |